# Xinerama
Xinerama – rozszerzenie X Window System pozwalające na użycie przez aplikacje i menedżery okien dwóch lub więcej fizycznych monitorów jako jednego wirtualnego ekranu.
Rozszerzenie stworzone przez DEC oryginalnie nazywało się PanoramiX. Po przekazaniu go The Open Group nazwa została zmieniona na Xinerama. Nazwa ta przypuszczalnie wzięła się od sposobu szerokoekranowego wyświetlania obrazu – Cineramy.

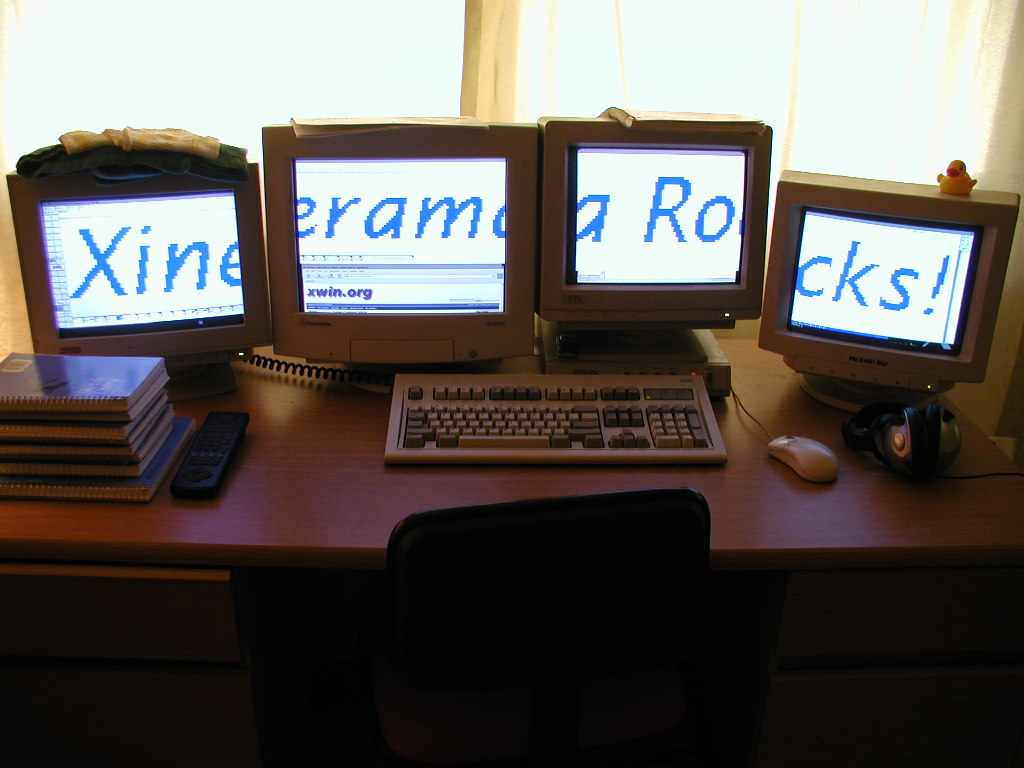
Użycie Xineramy z czterema monitorami
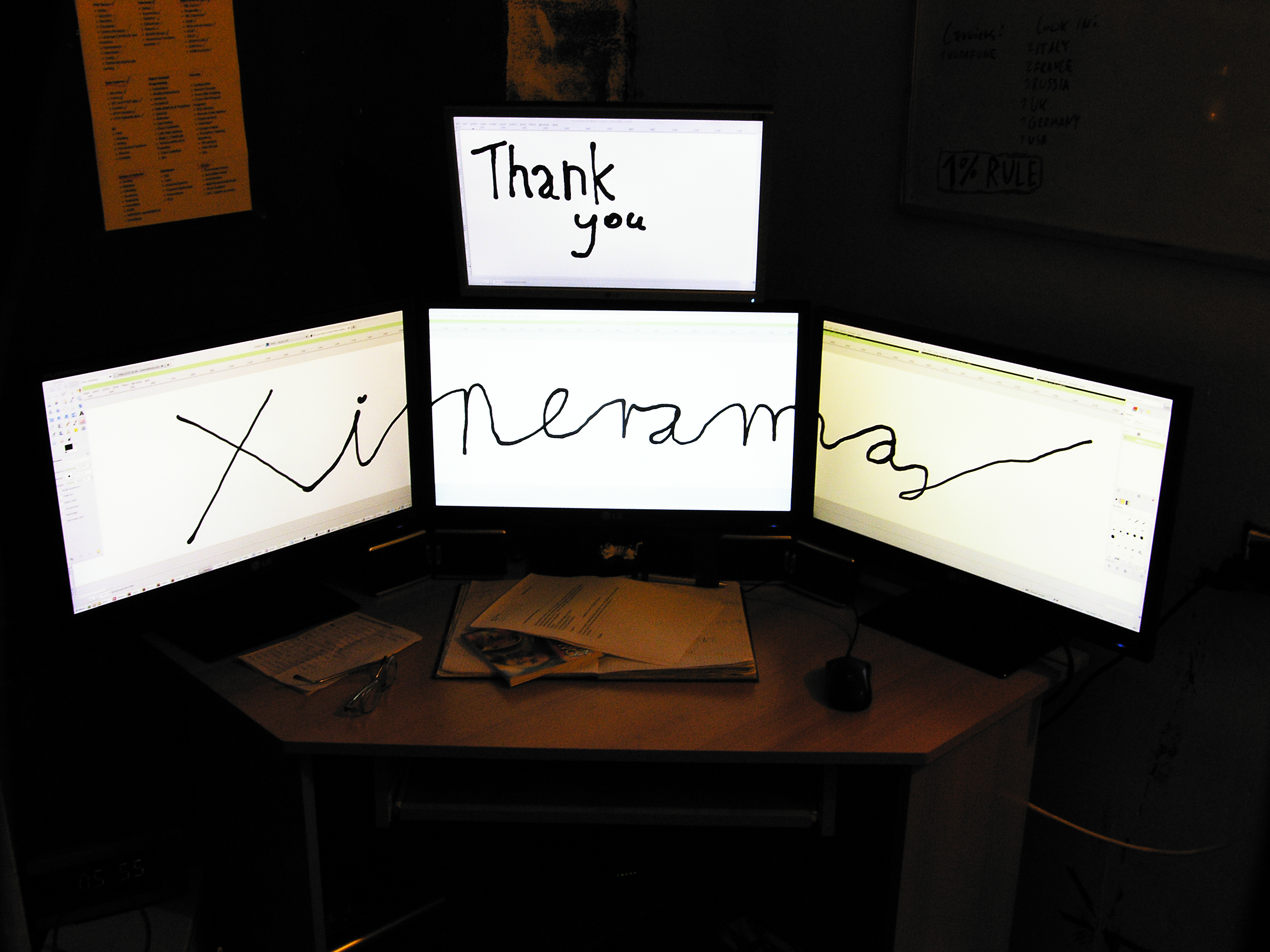
Współczesny przykład Xineramy